# Asertywna odmowa
Asertywna odmowa – forma odmowy, która stosowana jest w sytuacji, gdy potencjalnie jesteśmy w stanie spełnić oczekiwanie lub prośbę naszego rozmówcy, ale kosztem naszych chęci, dążeń lub interesów. Asertywna odmowa jest elementem stanowienia praw, określa pozycję i przedstawia jasną decyzję dotyczącą konkretnej sprawy. Jest stwierdzeniem czytelnym, bezpośrednim, uczciwym i stanowczym.
Innymi rodzajami odmowy są:
- odmowa uległa, która cechuje się przepraszaniem, tłumaczeniem się, usprawiedliwianiem;
- odmowa agresywna, stosowana najczęściej przez osoby, które w pewnych sytuacjach mogą uważać prośbę za zbyt wygórowaną lub zbyt często ponawianą, a osobę proszącą za bezczelną, nachalną lub egoistyczną.

Podstawą asertywnej postawy przy odmawianiu jest założenie, że obie strony – prosząca i proszona, są „w porządku”. Asertywna odmowa nie zawiera pretensji ani usprawiedliwień. Relacja między proszącym a proszonym jest wyłącznie partnerska, nie ma tu winnych ani skrzywdzonych, co wynika z jednego z praw asertywnych:
„Ja mam prawo prosić, ty masz prawo odmówić.
Ja mam prawo odmówić, ty masz prawo prosić.”
W asertywnej odmowie zamiast słów: „nie mogę”, „muszę”, „jestem zmuszona/y”, używa się takich, które odwołują się do własnych preferencji i postanowień: „wolę”, „chcę”, „wybieram”, „jest dla mnie ważne”, „mam zamiar”, „postanowiłam/em”, „zdecydowałam/em”.

## Model asertywnej odmowy
Konstrukcja zdaniowa asertywnej odmowy zawiera następujące elementy składowe:
- słowo „nie” nadaje kierunek dalszej wypowiedzi;
- informacja o decyzji – komunikat, że nie zostanie podjęte działanie, o które zostało się poproszonym i poinformowanie o tym swojego rozmówcy;
- ew. wyjaśnienie motywu odmowy – wyjaśnienie prawdziwych powodów, dla których zdecydowaliśmy się odmówić czyni odmowę bardziej zrozumiałą dla drugiej strony i taki jest cel informowania o motywach naszych decyzji (bez usprawiedliwień lub pretensji);
- ew. zmiękczenie (komunikat podtrzymujący relację) – czyni odmowę bardziej do przyjęcia przez drugą stronę, przy czym wypowiedź nie traci nic ze swej szczerości.

### Rodzaje zmiękczeń
- „Przykro mi”

Mówimy „przykro mi” wtedy, gdy faktycznie jest nam przykro z powodu konieczności odmówienia komuś. Wyrażenie to nie ma nic wspólnego ze słowem „przepraszam”, na które w asertywnej odmowie nie ma miejsca. „Przykro mi” jest przejawem naszej empatii i zrozumienia dla emocji przeżywanych przez naszego rozmówcę.
- „Kocham, ale nie dam”

Komunikat ten podkreśla pozytywną wartość, jaką ma dla nas osoba, której odmawiamy, lub relacja z nią, jeżeli tak jest w istocie. Technika ta zabezpiecza odmawiającego przed posądzeniem, że jego odmowa jest tak naprawdę aktem psychologicznego odrzucenia osoby proszącej.
- „Jest mi trudno”

Często samo powiedzenie „nie” jest decyzją trudną. Technika ta ułatwia odmowę dzięki komunikatowi, który potwierdza otwartość osoby odmawiającej, wyraża zaufanie do partnera, a równocześnie jest to informacja o znaczeniu, jakie ma oznajmienie odmowy w danej sytuacji.
- „Uprzedzanie”

Technika ta jest stosowana wobec osób, co do których można przewidzieć, że odmowa może je zranić, głęboko urazić lub wywołać inne reakcje wywodzące się z poczucia skrzywdzenia. Uprzedzając jeszcze przed odmową, że spodziewamy się właśnie takiej reakcji działa w ten sposób, że osoba uprzedzona stara się tak właśnie nie zachować, co w efekcie ułatwia jej pogodzenie się z odmową i jest konstruktywne dla obu stron.

## Techniki wspomagające asertywną odmowę
- „Zdarta płyta”

Technika ta jest stosowana w sytuacjach, w których, mimo spełnienia wszelkich warunków asertywnej odmowy, nie jest ona jednak usłyszana, nie dociera do rozmówcy. Prośba czy propozycja jest ponawiana po raz drugi, trzeci czy czwarty. Sytuacja taka jest rzeczywiście trudniejsza, gdyż mamy tu do czynienia nie tylko z prośbą, ale i presją.
Technika „zdartej płyty” polega na powtarzaniu zdania, które zostało wypowiedziane za pierwszym razem. Stosując tę technikę odmawiający trzyma się więc prawdziwego, stanowczego wariantu asertywnego, nie zmieniając go pod żadnym pozorem, powtarzając go tyle razy ile będzie trzeba.
Stosowanie techniki „zdartej płyty” utrwala pewność siebie, nie pozwala uciekać od prawdy, a także nie dostarcza nowych, zbędnych informacji do dyskusji.
- „Jujitsu”

Nazwa tej techniki została zaczerpnięta ze szkoły walk wschodnich i w luźnym tłumaczeniu oznacza „ugięcie się”. Polega ona na tym, że skoncentrowanej energii partnera (jego presji, sile argumentów) odmawiający nie przeciwstawia całej swojej mocy (np. kontrargumentów, polemiki), lecz ugina się pozostawiając partnera z jego własną, skierowaną w próżnię siłą.
Technika „jujitsu” jest pewnym chwytem komunikacyjnym, choć nie zawiera żadnych elementów manipulacji. Odmawiający nie przeciwstawia się argumentom, nie stara się udowodnić własnej racji. Chce usłyszeć i dobrze zrozumieć swojego partnera, a jednocześnie jest konsekwentnie stanowczy w obronie własnych interesów.
- Zasada „Jestem słoniem”

„Jestem słoniem” jest raczej zasadą postępowania niż techniką komunikacji. W sytuacji interpersonalnej konfrontacji, a więc również w sytuacji odmawiania, nasze napięcie powoduje, że rytm działania ulega przyspieszeniu. Przyspieszenie powoduje, że jakość naszego zachowania pogarsza się, powodując większe poczucie niepewności i niezadowolenia z siebie.
„Jestem słoniem” to propozycja kontroli tempa własnego zachowania. Zasada ta mówi o tym, aby w sytuacji odmawiania mówić wolniej, głębiej oddychać, parafrazować i dopytywać się, gdy coś jest niezrozumiałe. Nie uciekać od kontaktu wzrokowego tylko patrzeć rozmówcy w oczy. Dać sobie prawo do zastanowienia. Zwolnienie tempa, nawet gdy odbywa się w sposób niespontaniczny, powoduje zwiększenie poczucia własnej mocy. Druga strona również odbiera odmawiającego jako pewniejszego siebie.